# Calat (decoració)
El calat és una tècnica molt utilitzada en confecció, joieria, bijuteria, orfebreria, escultura. Els materials objecte del tractament són diversos: fusta, metall, roba, pedra. Consisteix a perforar una superfície, més o menys plana i normalment estreta, d'un cantó a l'altre.
A part dels aspectes estètics que proporciona a les diverses arts que l'utilitzen, usat en murs –en forma de pedra tallada– pot ser un mètode de propiciar l'entrada de llum a un àmbit i alleugerir el pes de la construcció.
En confecció, els calats són els buits resultants de treure fils del teixit, normalment formant decoracions figurades o geomètriques, les vores dels quals són brodats.

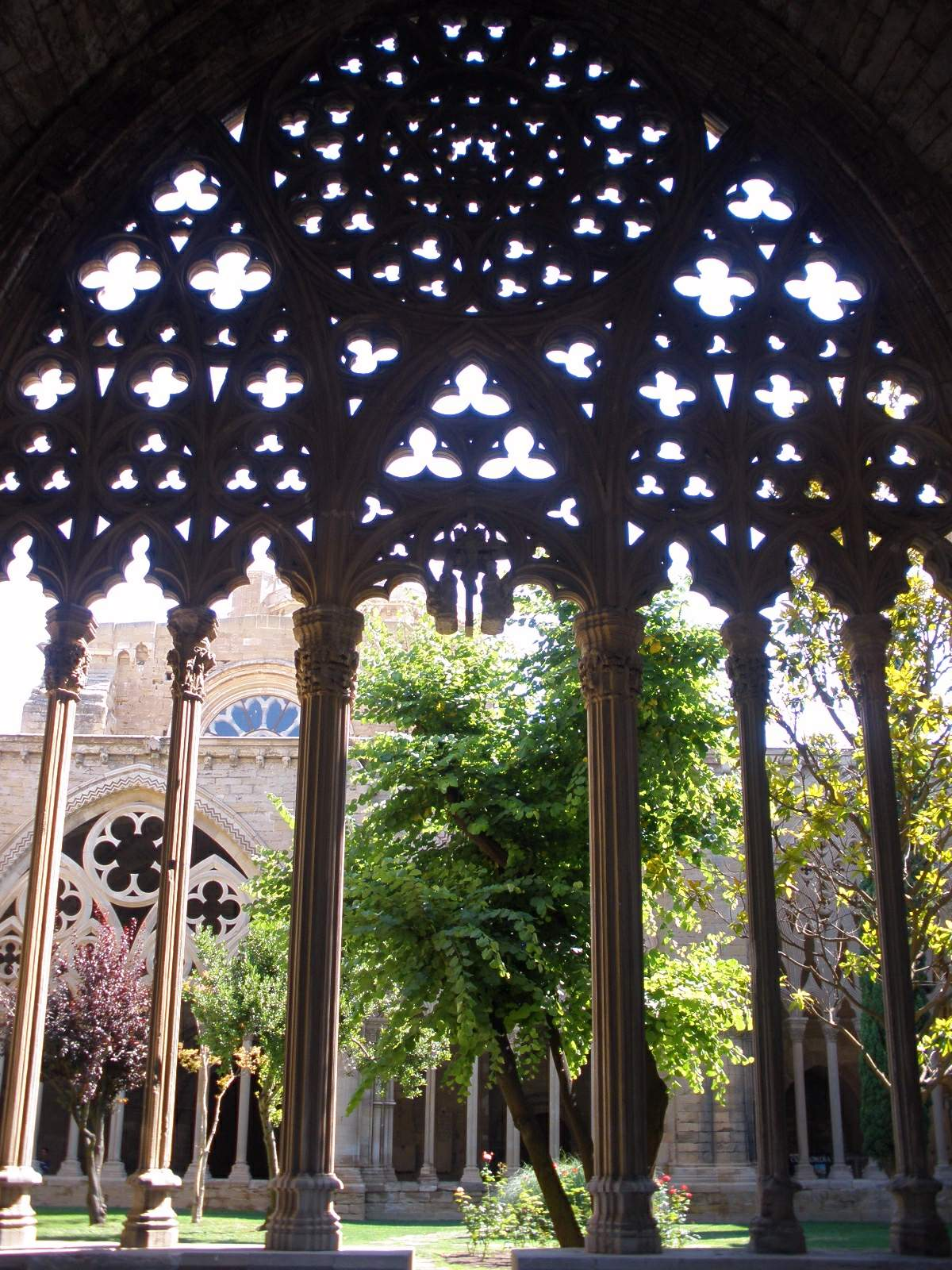
Seu Vella de Lleida
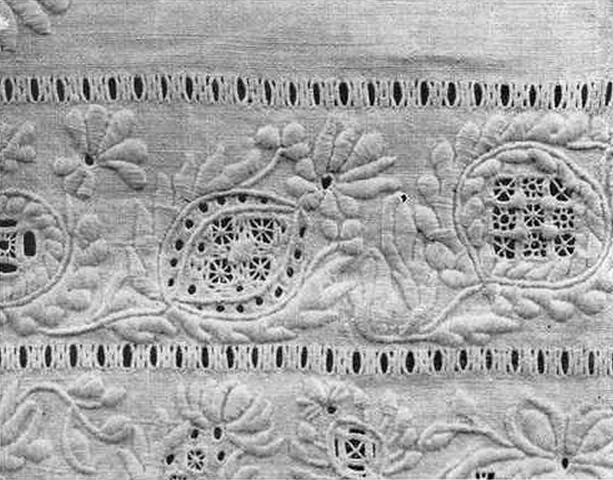
Calats en una confecció danesa
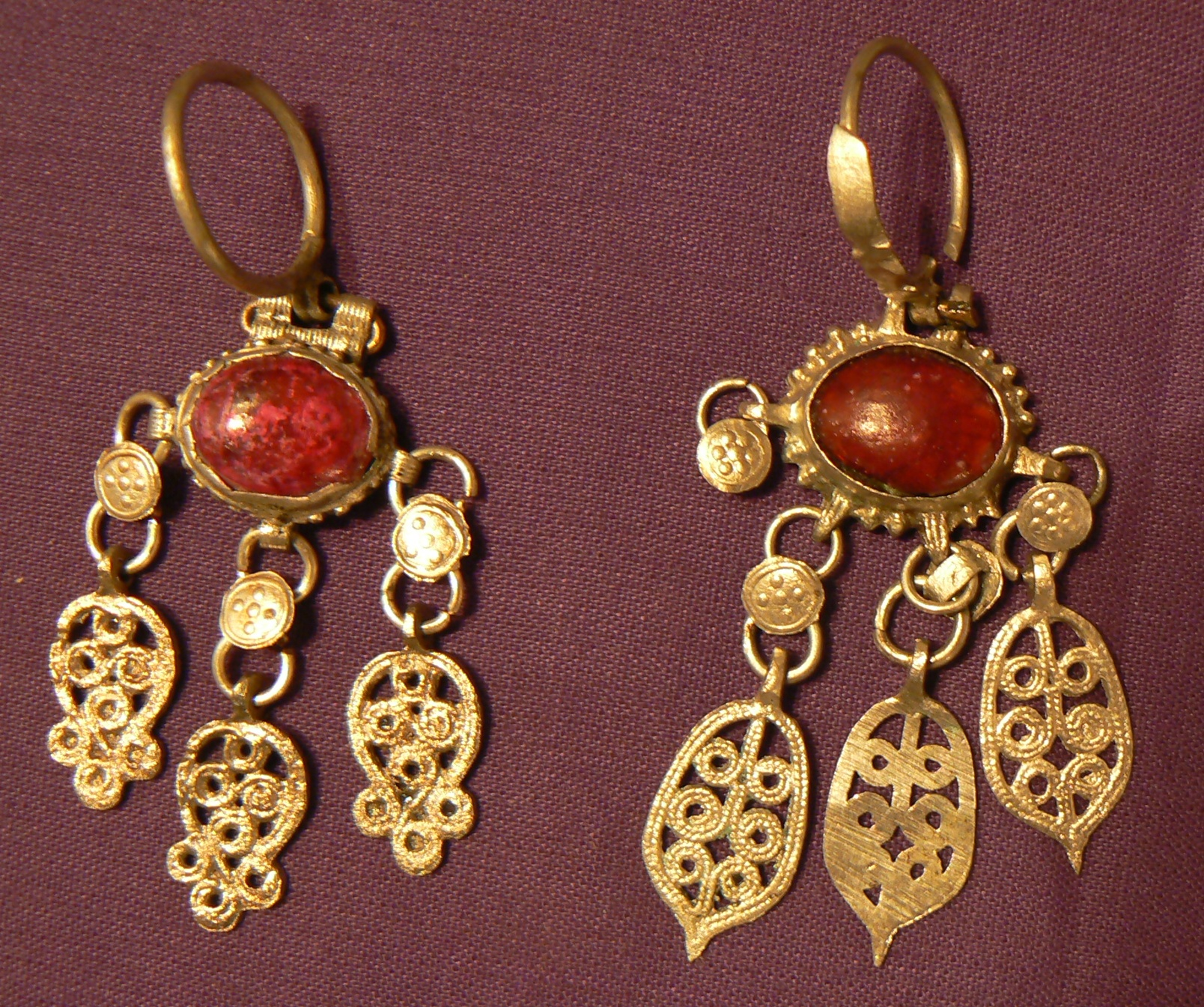
Arracades búlgares amb penjolls calats